# 100-річчя українського хокею з шайбою (монета)
«100-рі́ччя украї́нського хоке́ю з ша́йбою» — ювілейна монета номіналом 2 гривні, випущена Національним банком України, присвячена 100-річчю українського хокею з шайбою. За основу відліку цієї дати було взято видання в 1910 році тексту правил гри в хокей українською мовою за редакцією І. Боберського. У ті роки у Львові хокей з шайбою був одним з найпопулярніших видів спорту в зимовий період.
Монету введено в обіг 25 березня 2010 року. Вона належить до серії «Спорт».

## Опис монети та характеристики
| Номінал грн. | Метал      | Маса, г | Діаметр, мм | Якість виготовлення       | Гурт     | Тираж, штук |
| ------------ | ---------- | ------- | ----------- | ------------------------- | -------- | ----------- |
| 2            | нейзильбер | 12,8    | 31,0        | спеціальний анциркулейтед | рифлений | 35 000      |

### Аверс
На аверсі монети розміщено малий Державний Герб України, напис півколом «НАЦІОНАЛЬНИЙ БАНК УКРАЇНИ», зображено воротаря, сплетіння геометричних ліній — стилізованих слідів від ковзанів, що додають композиції динамізму, унизу номінал та рік карбування монети — «2/ГРИВНІ/2010».

### Реверс

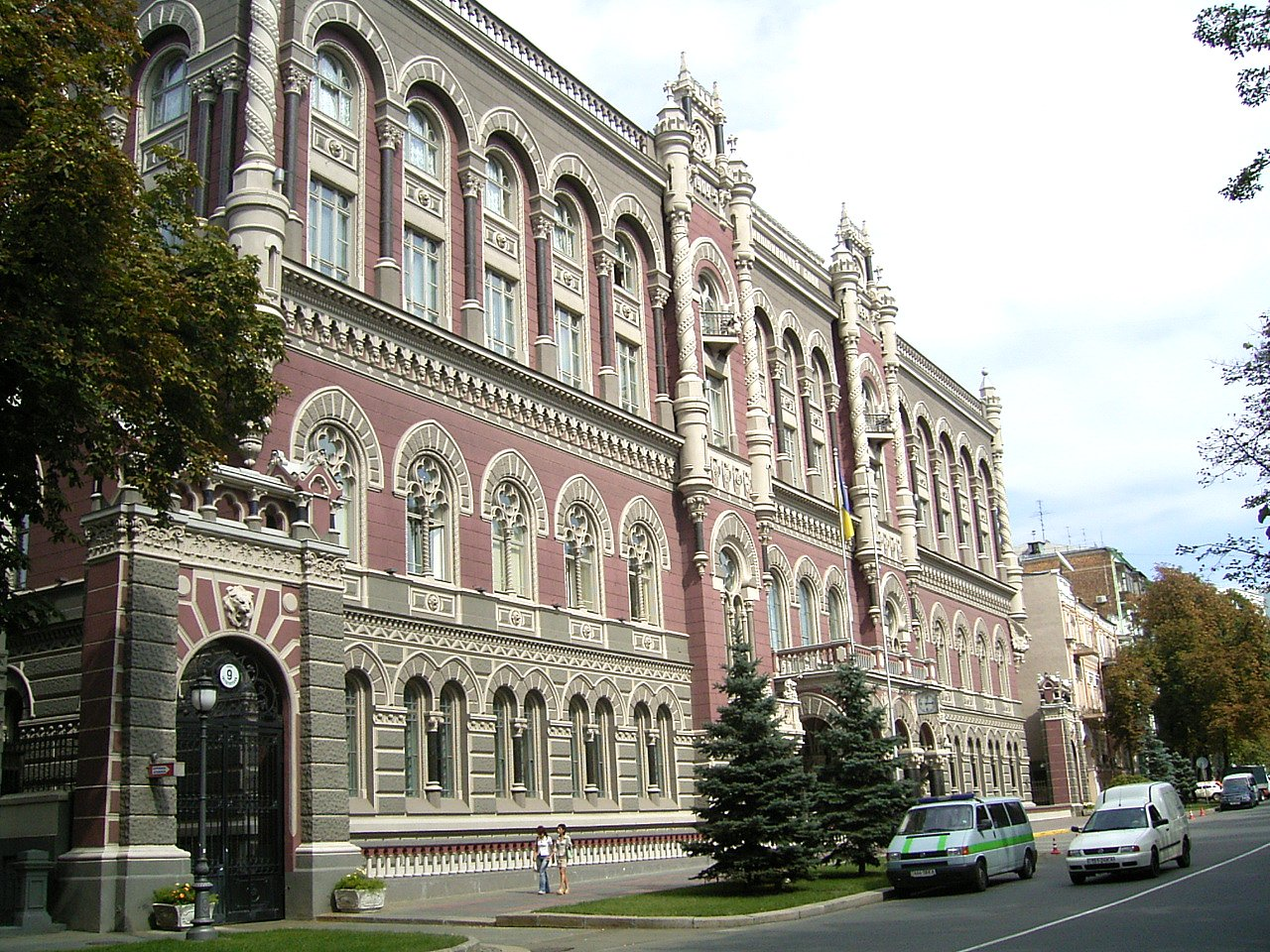
Будівля Національного банку України

На реверсі монети зображено: на передньому плані сучасного хокеїста, на другому — хокеїстів початку ХХ ст. на тлі стилізованих веж Львова, де відбувалися перші матчі з хокею.

## Автори
- Художники: Таран Володимир, Харук Олександр, Харук Сергій.
- Скульптори: Дем'яненко Анатолій, Іваненко Святослав.

## Вартість монети
Під час введення монети в обіг у 2010 році, Національний банк України реалізовував монету через свої філії за ціною 15 гривень.
Фактична приблизна вартість монети з роками змінювалася так:
| Рік        | 2010 | 2011 | 2012 | 2013 | 2014 | 2015 | 2016 | 2017 | 2018 | 2019 | 2020 | 2021 | 2022 | 2023 | 2024 | 2025 |
| ---------- | ---- | ---- | ---- | ---- | ---- | ---- | ---- | ---- | ---- | ---- | ---- | ---- | ---- | ---- | ---- | ---- |
| Ціна, грн. | 20   | 20   | 20   | 30   | 35   | 48   | 60   | 100  | 110  | 110  | 110  | 120  | 135  | 180  | 210  | 300  |